# Maizières-lès-Vic
Maizières-lès-Vic – miejscowość i gmina we Francji, w regionie Grand Est, w departamencie Mozela.
Według danych na rok 1990 gminę zamieszkiwało 401 osób, a gęstość zaludnienia wynosiła 15 osób/km² (wśród 2335 gmin Lotaryngii Maizières-lès-Vic plasuje się na 661. miejscu pod względem liczby ludności, natomiast pod względem powierzchni na miejscu 88.).